# 斯勒伊斯

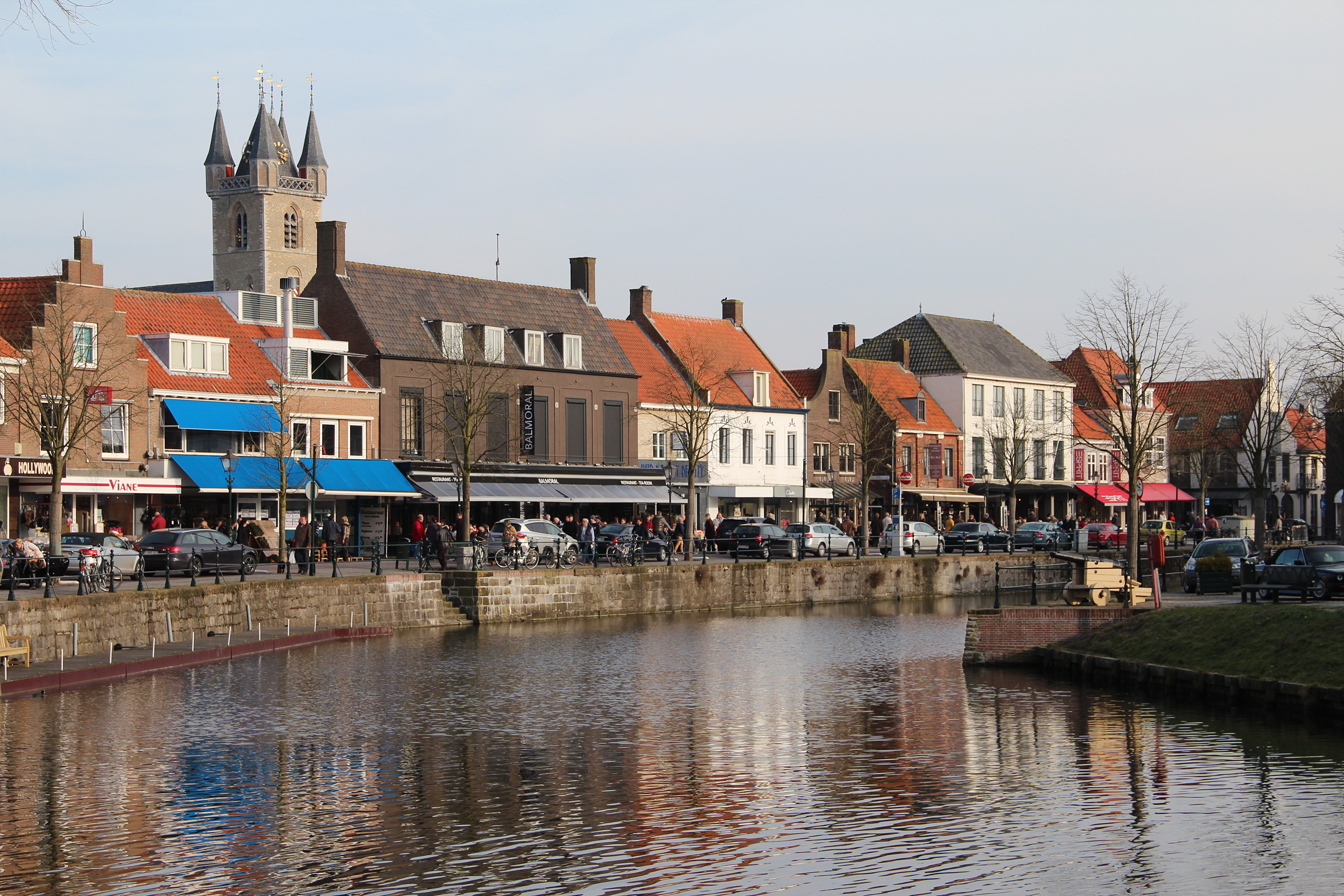

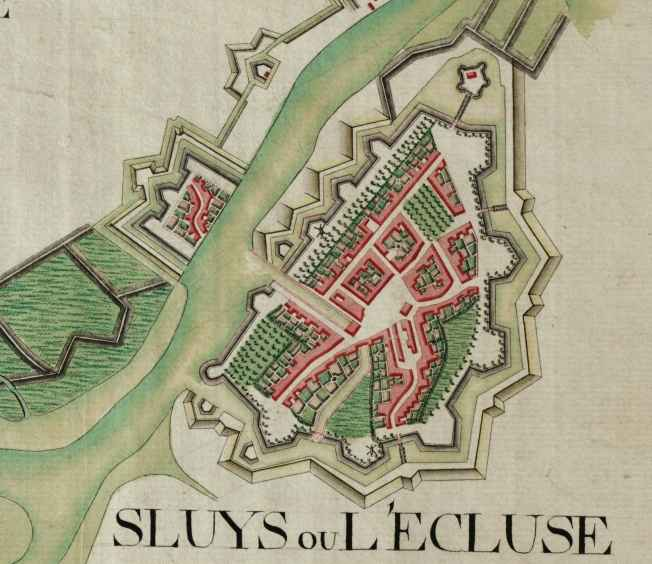

斯勒伊斯（荷蘭語：Sluis，發音：[slœys] ⓘ）是荷蘭澤蘭省的市镇，位於該國西南部，面積308.41平方公里，主要經濟活動有農業和旅遊業，2007年人口24,299，人口密度每平方公里79.3人。

## 外部連結
- Official website （页面存档备份，存于） (in Dutch)